# 카롤리네 슈흐
카롤리네 슈흐(독일어: Karoline Schuch, 1981년 10월 19일~)는 독일의 배우이다.

## 출연 작품
- 벌룬 (2018)
- 온리 어 데이 (2017)
- 나의 산티아고 (2015)
- 비어 진트 디 노엔 (2014)
- 하나스 레이즈 (2013)
- 남자는 그들이 할수있는 것을 한다 (2012)
- 미아 앤드 미노타우루스 (2012)
- 가디언스 (2012)
- 시티 오브 월드 (2008)